# داریا دمیتریوا (بازیکن هندبال)
داریا دمیتریوا (روسی: Дарья Евгеньевна Дмитриева؛ زادهٔ ۹ اوت ۱۹۹۵) بازیکن هندبال اهل روسیه است.
او همچنین برندهٔ جوایزی همچون نشان دوستی شده‌است.